# Nerf digital plantaire commun du nerf plantaire latéral
Le nerf digital plantaire commun du nerf plantaire latéral est un nerf mixte du pied.

## Origine
Le nerf digital plantaire commun du nerf plantaire latéral nait du rameau superficiel du nerf plantaire latéral.

## Trajet
Le nerf digital plantaire commun communique avec le troisième nerf digital plantaire commun du nerf plantaire médial. Il se divise en deux nerfs plantaires propres qui innervent les côtés adjacents des quatrième et cinquième orteils. Il fournit également une branche motrice aux muscles interosseux du pied situés dans le quatrième espace interdigital.